# Antonina Krivošapka
Antonina Vladimirovna Krivošapka (in russo Антонина Владимировна Кривошапка?; Rostov sul Don, 21 luglio 1987) è una velocista russa specializzata nei 400 metri piani. È allenata da Vladimir Tipaev.

## Biografia
Nel 2017 viene trovata positiva ad un controllo antidoping su un campione delle olimpiadi di Londra del 2012 e squalificata per due anni. Le vengono tolte la medaglia d'argento nella staffetta 4x400 a Londra, la medaglia d'oro nella 4x400 e la medaglia di bronzo nei 400 m piani ai mondiali di Mosca del 2013.

## Record nazionali

### Promesse
- 400 metri piani: 49"29 ( Čeboksary)

## Progressione

### 400 metri piani
| Stagione  | Risultato | Luogo      | Data      | Rank. Mond. |
| --------- | --------- | ---------- | --------- | ----------- |
| 2013      | 49"57     | Mosca      | 15-7-2013 | 3ª          |
| 2012      | 49"16     | Čeboksary  | 5-7-2012  | 1ª          |
| 2011      | 49"92     | Čeboksary  | 22-7-2011 | 6ª          |
| 2010      | 50"10     | Barcellona | 30-7-2010 | 7ª          |
| 2009      | 49"29     | Čeboksary  | 23-7-2009 | 2ª          |
| 2008      | 51"24     | Kazan'     | 17-7-2008 | 34ª         |
| 2007      | 52"32     | Tula       | 18-6-2007 | 117ª        |
| 2005-2006 | -         | -          | -         | -           |
| 2004      | 53"67     | Čeboksary  | 27-6-2004 | -           |
| 2003      | 53"37     | Parigi     | 31-7-2003 | -           |

### 400 metri piani indoor
| Stagione | Risultato | Luogo     | Data      | Rank. Mond. |
| -------- | --------- | --------- | --------- | ----------- |
| 2013     | 52"57     | Volgograd | 26-1-2013 | 33ª         |
| 2012     | 51"81     | Stoccolma | 23-2-2012 | 8ª          |
| 2011     | 51"98     | Mosca     | 6-2-2011  | 10ª         |
| 2010     | 52"04     | Volgograd | 23-1-2010 | 14ª         |
| 2009     | 50"55     | Mosca     | 14-2-2009 | 1ª          |
| 2008     | 52"71     | Penza     | 2-3-2008  | 32ª         |

## Palmarès

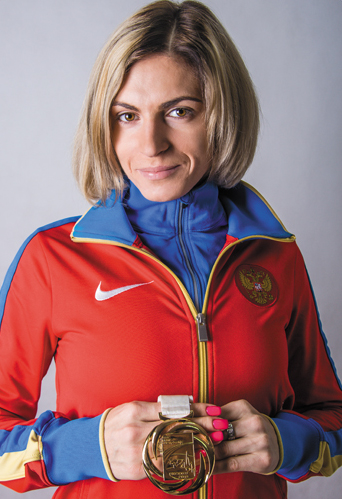
Antonina Krivošapka a Mosca nel 2013

| Anno | Manifestazione    | Sede       | Evento            | Risultato | Prestazione | Note                                     |
| ---- | ----------------- | ---------- | ----------------- | --------- | ----------- | ---------------------------------------- |
| 2003 | Mondiali allievi  | Sherbrooke | 400 m piani       | Argento   | 53"54       |                                          |
| 2003 | Mondiali allievi  | Sherbrooke | Staffetta svedese | Bronzo    | 2'07"52     | Miglior prestazione personale            |
| 2004 | Mondiali juniores | Grosseto   | 400 m piani       | Batteria  | 55"05       |                                          |
| 2009 | Europei indoor    | Torino     | 400 m piani       | Oro       | 51"18       |                                          |
| 2009 | Europei indoor    | Torino     | 4×400 m           | Oro       | 3'29"12     |                                          |
| 2009 | Mondiali          | Berlino    | 400 m piani       | Bronzo    | 49"71       |                                          |
| 2009 | Mondiali          | Berlino    | 4×400 m           | dq        | dq          |                                          |
| 2010 | Europei           | Barcellona | 400 m piani       | Bronzo    | 50"10       | Miglior prestazione personale stagionale |
| 2010 | Europei           | Barcellona | 4×400 m           | Oro       | 3'21"26     | Miglior prestazione mondiale stagionale  |
| 2011 | Mondiali          | Taegu      | 400 m piani       | 4ª        | 50"66       |                                          |
| 2011 | Mondiali          | Taegu      | 4×400 m           | dq        | dq          |                                          |
| 2012 | Giochi olimpici   | Londra     | 400 m piani       | dq        | dq          |                                          |
| 2012 | Giochi olimpici   | Londra     | 4×400 m           | dq        | dq          |                                          |
| 2013 | Mondiali          | Mosca      | 400 m piani       | dq        | dq          |                                          |
| 2013 | Mondiali          | Mosca      | 4×400 m           | dq        | dq          |                                          |

## Campionati nazionali
- 1 volta campionessa russa under 23 dei 400 metri piani indoor (2008)
- 1 volta campionessa russa dei 400 metri piani indoor (2009)
- 2 volte campionessa russa dei 400 metri piani (2009 e 2012)

2004
- Argento ai campionati russi juniores di atletica leggera, 400 metri piani - 53"67

2005
- Bronzo ai campionati russi juniores di atletica leggera, 400 metri piani - 55"03

2006
- Bronzo ai campionati russi juniores di atletica leggera, 400 metri piani - 55"40

2008
- Oro ai campionati russi under 23 di atletica leggera indoor, 400 metri piani - 52"17
- Semifinalista ai campionati russi di atletica leggera, 400 metri piani - 51"59 (51"24 in batteria )

2009
- Oro ai campionati russi di atletica leggera indoor, 400 metri piani - 50"55
- Oro ai campionati russi di atletica leggera, 400 metri piani - 49"71

2010
- 4ª ai campionati russi di atletica leggera, 400 metri piani - 51"16

2011
- Argento ai campionati russi di atletica leggera, 400 metri piani - 49"92

2012
- Oro ai campionati russi di atletica leggera, 400 metri piani - 49"16

## Altre competizioni internazionali
2010
- Argento alla Coppa continentale di atletica leggera ( Spalato), staffetta 4×400 metri - 3'26"58 (con le russe Ksenija Ustalova, Tat'jana Firova e l'italiana Libania Grenot)